# 阿卡武科
阿卡武科是哥倫比亞的城鎮，位於該國東北部，由博亞卡省負責管轄，距離首府通哈34公里，始建於1856年10月22日，面積132平方公里，海拔高度2,771米，2005年人口5,090。
5°45′N 73°26′W / 5.750°N 73.433°W